# Foresta Fălticeni
Foresta Fălticeni is een voormalige Roemeense voetbalclub die bestond tussen 1954 en 2003.
De club werd in 1954 als Avântul Fălticeni opgericht in Fălticeni. In 1997 verhuisde de club naar Suceava en vlak voor de opheffing, in 2003, keerde de club terug naar Fălticeni. De club werd tweemaal kampioen in de Liga 2 (in 1997 en 2000) en bereikte in 1967 de finale van de Roemeense beker.

## Historische namen
- Avântul Fălticeni (1954-1956)
- Recolta Fălticeni (1956)
- Energia Fălticeni (1957)
- Foresta Fălticeni (1957-1982)
- Chimia Fălticeni (1982-1988)
- Foresta Fălticeni (1988-1997)
- NC Foresta Suceava (1997-2002)
- Foresta Fălticeni (2003)